# Woldemar Voigt (Ingenieur)
Woldemar Voigt (* 10. Februar 1907 in Münster; † 22. Juni 1980 in Towson 4, MD, USA) war ein deutscher Flugzeugbau-Ingenieur, der maßgeblich an der Entwicklung der ersten strahlgetriebenen Flugzeuge in der Zeit des Dritten Reiches beteiligt war. Sein Großvater väterlicherseits war der Physiker Woldemar Voigt.

## Leben
Voigt studierte an der Technischen Hochschule in Darmstadt und gehörte dort der Akademischen Fliegergruppe (Akaflieg) an. Er arbeitete bei Klemm an der Entwicklung der Kl 35 und später bei Siebel an der Si 202a Hummel mit. Als Projektingenieur wechselt er 1933 zu den Bayerischen Flugzeugwerken. In dem seit Sommer 1938 unter Messerschmitt AG firmierenden Unternehmen trat er 1939 die Nachfolge des zu Heinkel gewechselten Robert Lusser als Leiter der Projektabteilung an. Diese Abteilung beschäftigte sich seit Oktober 1938 mit der Ausarbeitung von verschiedenen Studien für ein- und zweistrahlige Jagdflugzeuge. Aus dem Entwurf P.1065 ging schließlich die Me 262 hervor. In den weiteren Kriegsjahren war er als Projektleiter auch für die Konstruktion der Me 264, Me 328 und Me 163 verantwortlich. Im Oktober 1943 wurde die Entwicklungsabteilung nach Oberammergau ausgelagert und erhielt den Decknamen Oberbayerische Forschungsanstalt. Bis Kriegsende wurden dort unter der Leitung von Voigt eine Reihe von Projektentwürfen erstellt.
Als für die Amerikaner besonders interessant erwies sich der noch nicht fertiggestellte Prototyp der P.1101, der in die USA überführt und dort zum ersten Schwenkflügelflugzeug Bell X-5 weiterentwickelt wurde. Die Ergebnisse der Entwicklungsabteilung im Hinblick auf eine optimierte Tragflächenform für Hochgeschwindigkeitsflugzeuge verwendete North American bei der Konzeption der XP-86. Hierzu verwendete man die Untersuchungen des Projekts HG II (Hochgeschwindigkeitsprogramm II), bei dem die Me 262 mit unterschiedlichen Flügeln ausgerüstet werden sollte. Flugversuche wurden nicht mehr durchgeführt, die Ergebnisse der Windkanalversuche konnten jedoch im Hinblick auf die optimale Pfeilung und den Einsatz von automatischen Vorflügeln bei der XP-86-Entwicklung verwendet werden.
1945 gehörte Voigt zu den Wissenschaftlern, die im Rahmen der Operation Paperclip in die USA kamen. Wahrscheinlich war er dort an der Entwicklung der X-5 beteiligt. Eine in der Literatur sporadisch behauptete Beteiligung an Entwicklungsarbeiten des Unternehmens Vought, speziell bei der Vought F7U Cutlass, kann jedoch weitgehend ausgeschlossen werden.